# Nicolas Redelsperger
Nicolas Redelsperger né le 15 décembre 1881 à Paris 8e et mort le 29 janvier 1957 à Saint-Germain-en-Laye, est un acteur français.

## Biographie
Nicolas Redelsperger naît au sein d'une famille d'artistes et d'amateurs d'art. Fils du peintre et auteur dramatique, Jacques Redelsperger (1847-1930), il est, par sa mère, le petit-fils d'Edmond Du Sommerard, peintre, archéologue et premier conservateur du musée de Cluny créé par son père Alexandre à partir de ses collections d'œuvres d'art du Moyen Âge et de la Renaissance.
Ancien rugbyman, il fut également arbitre de tennis, notamment lors de matches de Coupe Davis à Roland-Garros où sa silhouette massive coiffée d'un chapeau à large bord était tout de suite reconnaissable. C'est sans doute sa personnalité atypique dans le milieu sportif qui va le faire remarquer des metteurs en scène et entrer dans le monde du cinéma où il fera des apparitions remarquées dans des comédies où sa stature et sa gestuelle sont particulièrement mises en valeur.

## Filmographie
- 1925 : Amour et Carburateur de Pierre Colombier : Jules Tapinois
- 1926 : La Femme aux yeux fermés d'Alexandre Ryder : Monsieur Hugues
- 1926 : L'Orphelin du cirque de Georges Lannes : le directeur du cirque
- 1926 : Chouchou poids plume de Gaston Ravel : un compagnon de fête
- 1926 : Le Bouif errant de René Hervil
- 1927 : Belphégor d'Henri Desfontaines : Cautrais
- 1928 : Le Passager, de Jacques de Baroncelli : le capitaine
- 1928 : Le Chauffeur de Mademoiselle de Henri Chomette : John
- 1930 : Le Roi des resquilleurs de Pierre Colombier : le sélectionneur
- 1931 : On opère sans douleur, court-métrage de Jean Tarride : Pipette
- 1931 : Le Capitaine Craddock de Hanns Schwarz et Max de Vaucorbeil : le ministre des Finances
- 1932 : Le Dernier Choc de Jacques de Baroncelli : Guénot
- 1932 : Les Trois Mousquetaires, d'Henri Diamant-Berger
- 1936 : Maria de la nuit de Willy Rozier.